# Čechy pod Kosířem
Čechy pod Kosířem (Duits: Tschech) is een Tsjechische gemeente in de regio Olomouc, en maakt deel uit van het district Prostějov. Čechy pod Kosířem telt 1015 inwoners. In de gemeente zijn de musea Hasičské muzeum en Muzeum kočárů gevestigd.
Alojzov ·
Bedihošť ·
Bílovice-Lutotín ·
Biskupice ·
Bohuslavice ·
Bousín ·
Brodek u Konice ·
Brodek u Prostějova ·
Březsko ·
Budětsko ·
Buková ·
Čehovice ·
Čechy pod Kosířem ·
Čelčice ·
Čelechovice na Hané ·
Dětkovice ·
Dobrochov ·
Dobromilice ·
Doloplazy ·
Drahany ·
Držovice ·
Dřevnovice ·
Dzbel ·
Hačky ·
Hluchov ·
Horní Štěpánov ·
Hradčany-Kobeřice ·
Hrdibořice ·
Hrubčice ·
Hruška ·
Hvozd ·
Ivaň ·
Jesenec ·
Kladky ·
Klenovice na Hané ·
Klopotovice ·
Konice ·
Kostelec na Hané ·
Koválovice-Osíčany ·
Kralice na Hané ·
Krumsín ·
Laškov ·
Lešany ·
Lipová ·
Ludmírov ·
Malé Hradisko ·
Mořice ·
Mostkovice ·
Myslejovice ·
Němčice nad Hanou ·
Nezamyslice ·
Niva ·
Obědkovice ·
Ohrozim ·
Ochoz ·
Olšany u Prostějova ·
Ondratice ·
Otaslavice ·
Otinoves ·
Pavlovice u Kojetína ·
Pěnčín ·
Pivín ·
Plumlov ·
Polomí ·
Prostějov ·
Prostějovičky ·
Protivanov ·
Přemyslovice ·
Ptení ·
Raková u Konice ·
Rakůvka ·
Rozstání ·
Seloutky ·
Skalka ·
Skřípov ·
Slatinky ·
Smržice ·
Srbce ·
Stařechovice ·
Stínava ·
Stražisko ·
Suchdol ·
Šubířov ·
Tištín ·
Tvorovice ·
Určice ·
Víceměřice ·
Vícov ·
Vincencov ·
Vitčice ·
Vranovice-Kelčice ·
Vrbátky ·
Vrchoslavice ·
Vřesovice ·
Výšovice ·
Zdětín ·
Želeč